# Muhammad al-Idrisi
Muhammad al-Idrīsī, detto anche Idrīsī, Edrisi, El Edrisi, Ibn Idris o Hedrisi (in arabo أبو عبد الله محمد بن محمد ابن عبد الله بن إدريس الصقلي‎?, Abū ‘Abd Allāh Muhammad ibn Muhammad ibn ‘Abd Allah ibn Idrīs al-Ṣabti; in latino Dreses; Sebta, 1099 circa – Sicilia, 1165), è stato un geografo e viaggiatore arabo.
Dopo aver viaggiato per i Paesi del Mediterraneo, si stabilì a Palermo su invito di Ruggero II di Sicilia, intorno al 1145. Qui realizzò Il libro di Ruggero, una raccolta di carte geografiche, e la Tabula Rogeriana, una delle più precise mappe del mondo arcaiche.

## Biografia
Al-Idrīsī nacque nella nobile famiglia araba degli Hammudidi, che sosteneva di discendere dagli Idrisidi, la prima dinastia musulmana che governò autonomamente il Maghreb al-Aqsa (Marocco), a loro volta, gli Idrisidi, sostenevano di discendere dal profeta Maometto.
Al-Idrīsī nacque nella Ceuta almoravide, dove il suo bisnonno era stato costretto a stabilirsi dopo che in al-Andalus (Spagna islamica) gli Hammudidi erano stati sconfitti dagli Ziridi, che presero il controllo di Malaga. Trascorse buona parte della sua vita viaggiando tra il Nordafrica e al-Andalus, acquisendo informazioni dettagliate su entrambe le regioni. Visitò l'Anatolia all'età di 16 anni.

I suoi viaggi lo portarono in molte parti d'Europa, tra cui la Grecia, Creta, Rodi, il Portogallo, i Pirenei, la costa atlantica francese, l'Ungheria, e York, in Inghilterra, stabilendosi a Palermo attorno al 1145, alla corte di Ruggero II di Sicilia.
Morì in Sicilia o forse a Ceuta nel 1165 circa, le fasi finali della sua vita non sembrano essere del tutto chiare, secondo Francesco Giunta infatti, Idrisi sarebbe fuggito dalla Sicilia dopo i pogrom anti-musulmani del 1160. 

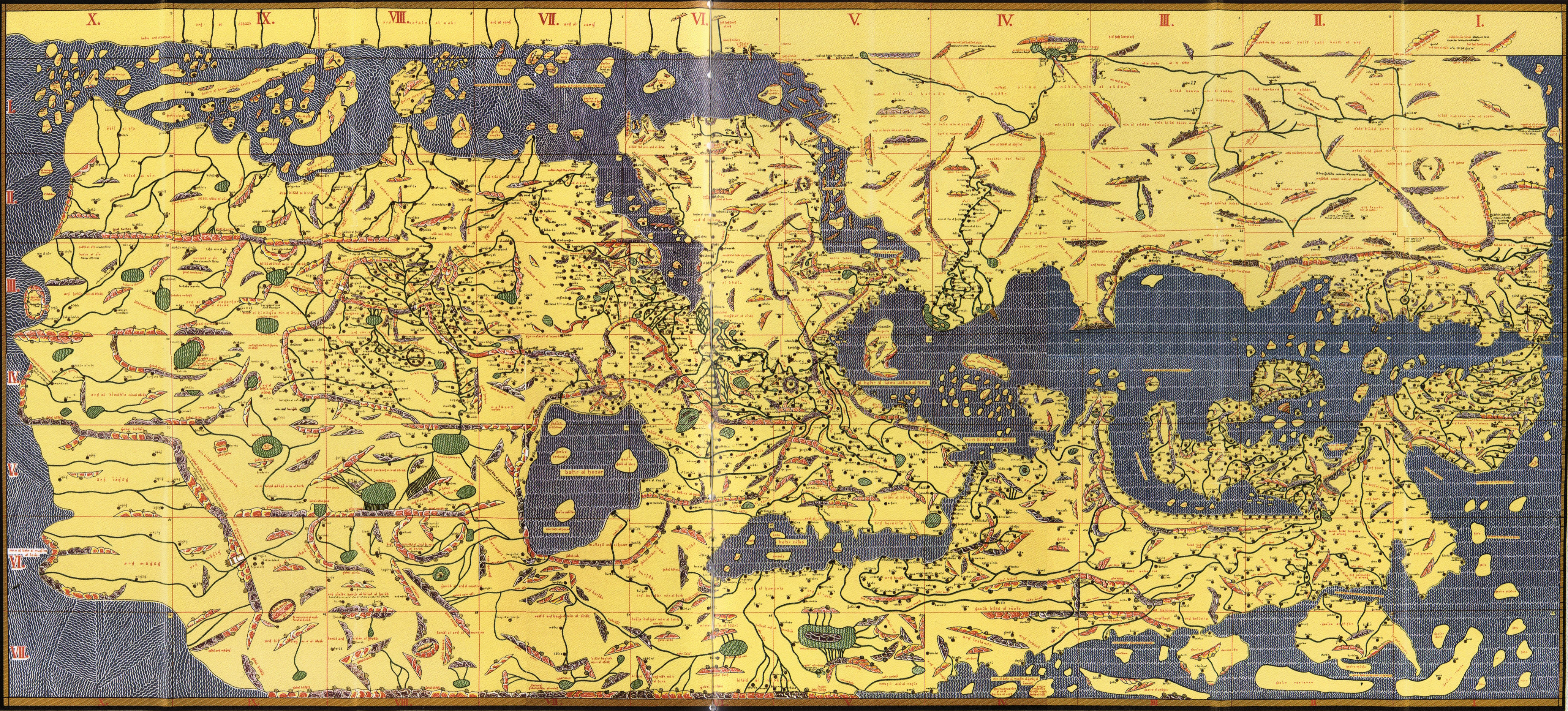
La Tabula Rogeriana (con il sud in alto)

Nel 1154 al-Idrīsī realizzò un planisfero per Ruggero II di Sicilia, detto Tabula Rogeriana, che è una delle più avanzate mappe medievali del mondo. L'originale era inciso su una lastra d'argento, andato perduto perché fuso dopo esser stato predato in occasione d'una sommossa contro il sovrano normanno Guglielmo I di Sicilia nel marzo 1161.
Oltre alle mappe, al-Idrisi compilò un compendio di informazioni geografiche con il titolo Kitāb nuzhat al-mushtāq fī ikhtirāq al-āfāq (Libro di piacevoli viaggi in terre lontane), noto come il Libro di Ruggero.
Al planisfero quindi s'accompagnava un famoso libro di geografia, Liber ad eorum delectationem qui terras peregrare studeant (Il sollazzo per chi si diletta di girare il mondo, Kitāb nuzhat al-mushtāq fī ikhtirāq al-āfāq), chiamato il libro di Ruggero (Kitāb Rujār o Kitāb Rujārī), finito verso il 1154, edito in 9 tomi in Italia dall'Istituto Universitario Orientale di Napoli e dall'IsMEO di Roma fra il 1970 e il 1984.
L'opera, che è un'eccezionale testimonianza della cultura geografica del XII secolo, mostra come le conoscenze geografiche d'Idrīsī travalicassero di gran lunga quelle dell'epoca e contiene tutte le informazioni raccolte nel corso dei suoi viaggi attraverso il Mediterraneo, nonché i resoconti di vari viaggiatori siciliani.
Di lui ci resta anche un'opera farmacologica, De omnibus herbis. 
Il testo geografico di al-Idrisi viene spesso citato dai sostenitori delle teorie dei contatti pre-colombiani con l'America. In questo testo, al-Idrisi avrebbe scritto sull'oceano Atlantico:
(Mohammed Hamidullah (Winter 1968). "Muslim Discovery of America before Columbus", Journal of the Muslim Students' Association of the United States and Canada 4 (2): 7–9)

## Opere
- Il libro di Ruggero (Kitāb Rujār)
- Tabula Rogeriana
- De omnibus herbis
- Descripcion de España de Xerif Aledris, conocido por el Nubiense

## Galleria d'immagini

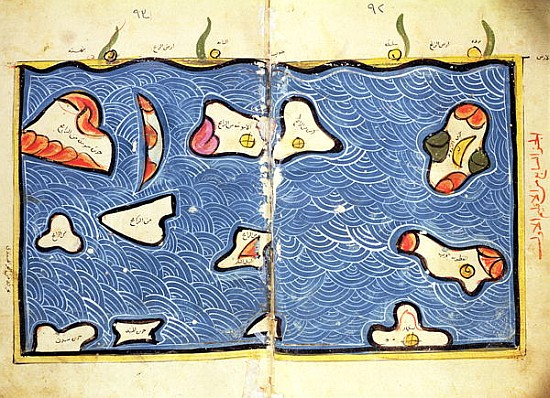
Mappa di al-Idrisi raffigurante l'oceano Indiano.
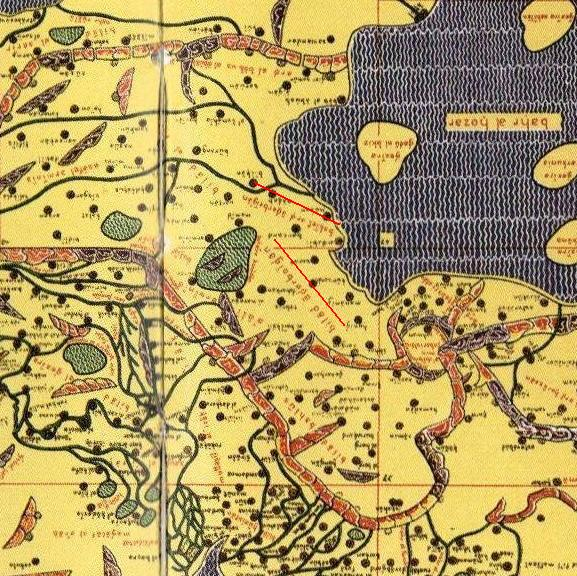
Mappa di al-Idrisi raffigurante il moderno Azerbaigian e il mar Caspio.
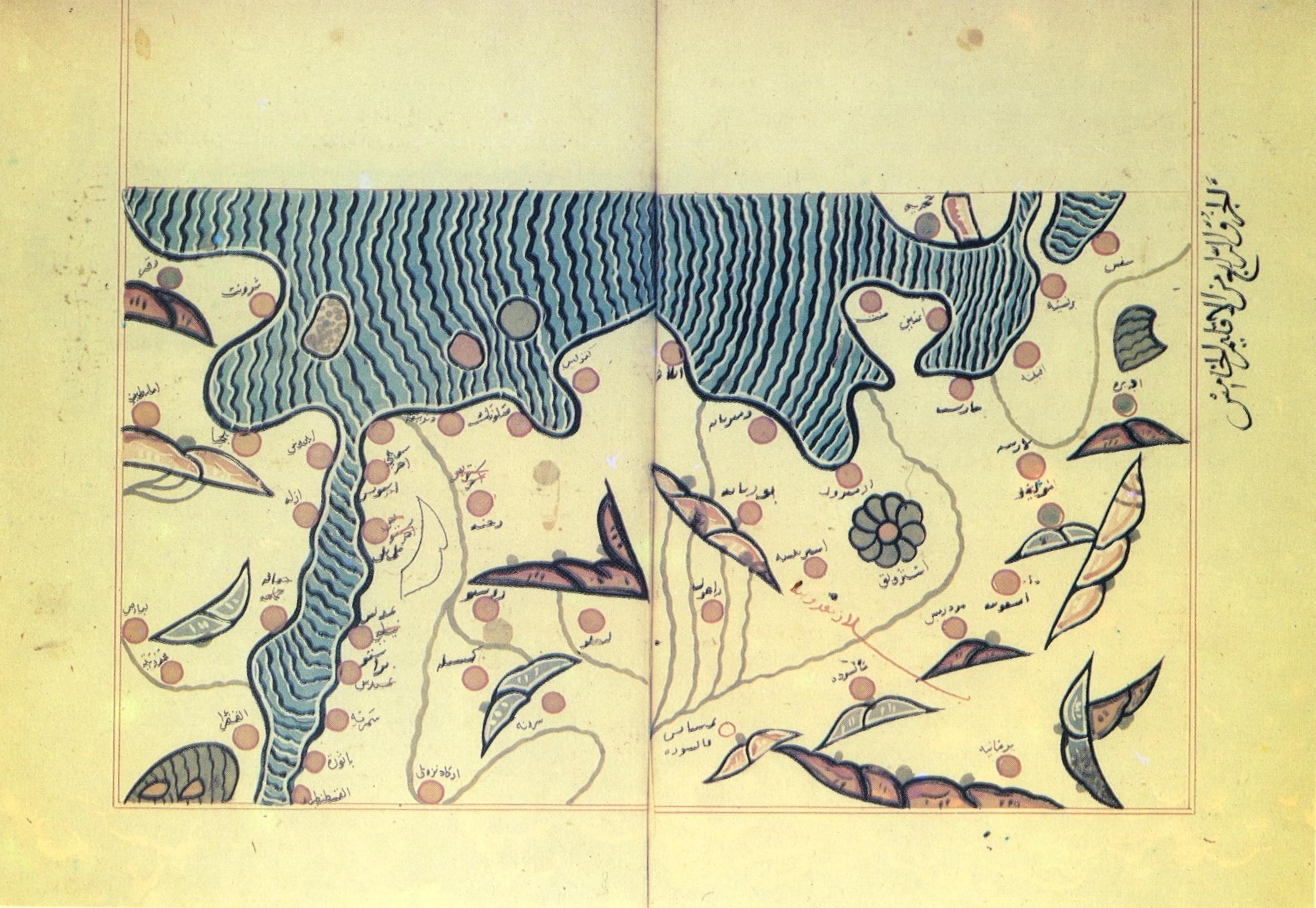
Mappa di al-Idrisi raffigurante la parte settentrionale della Regione di Marmara.
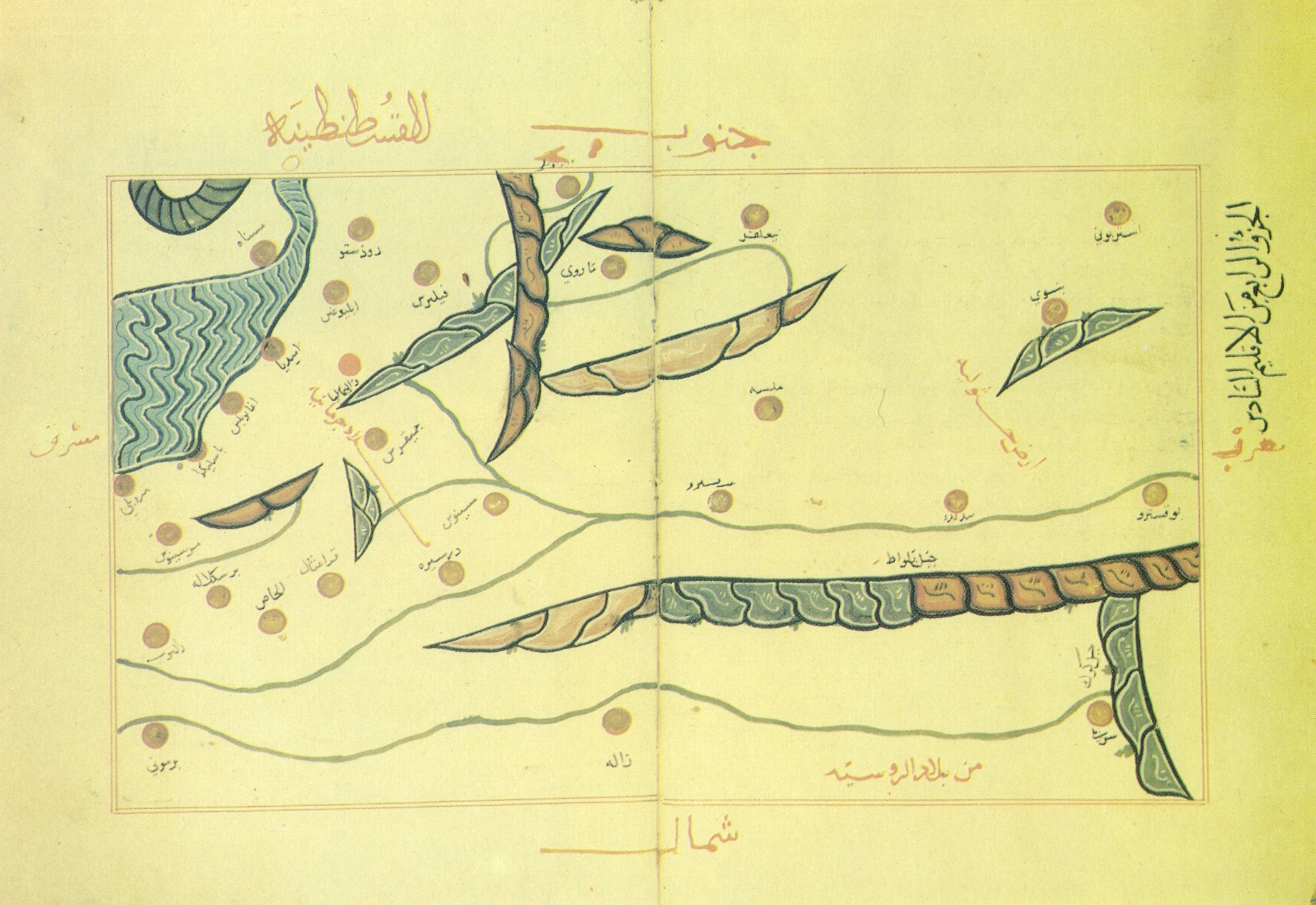
Mappa di al-Idrisi raffigurante i Balcani.
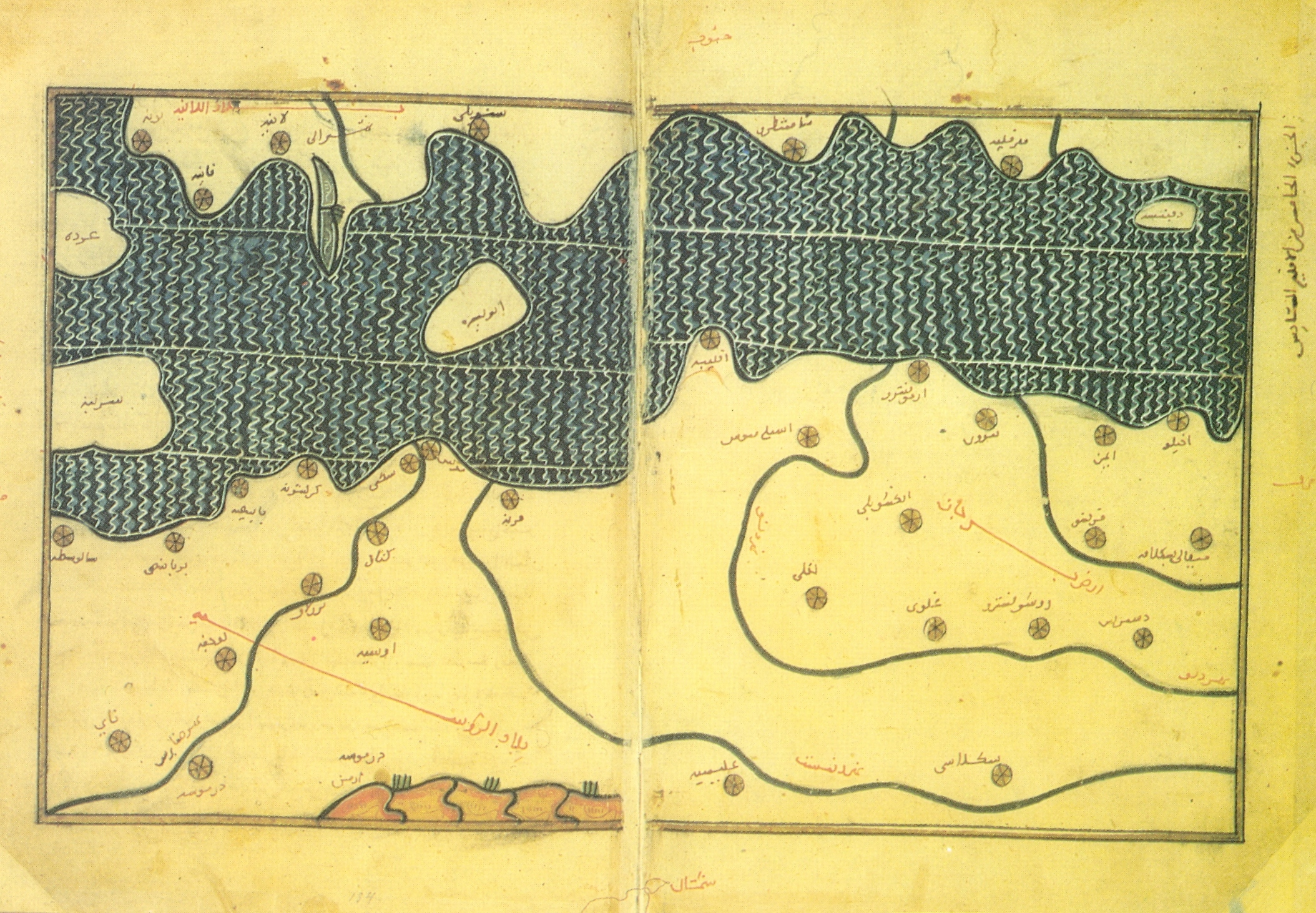
Mappa di al-Idrisi raffigurante i Balcani.
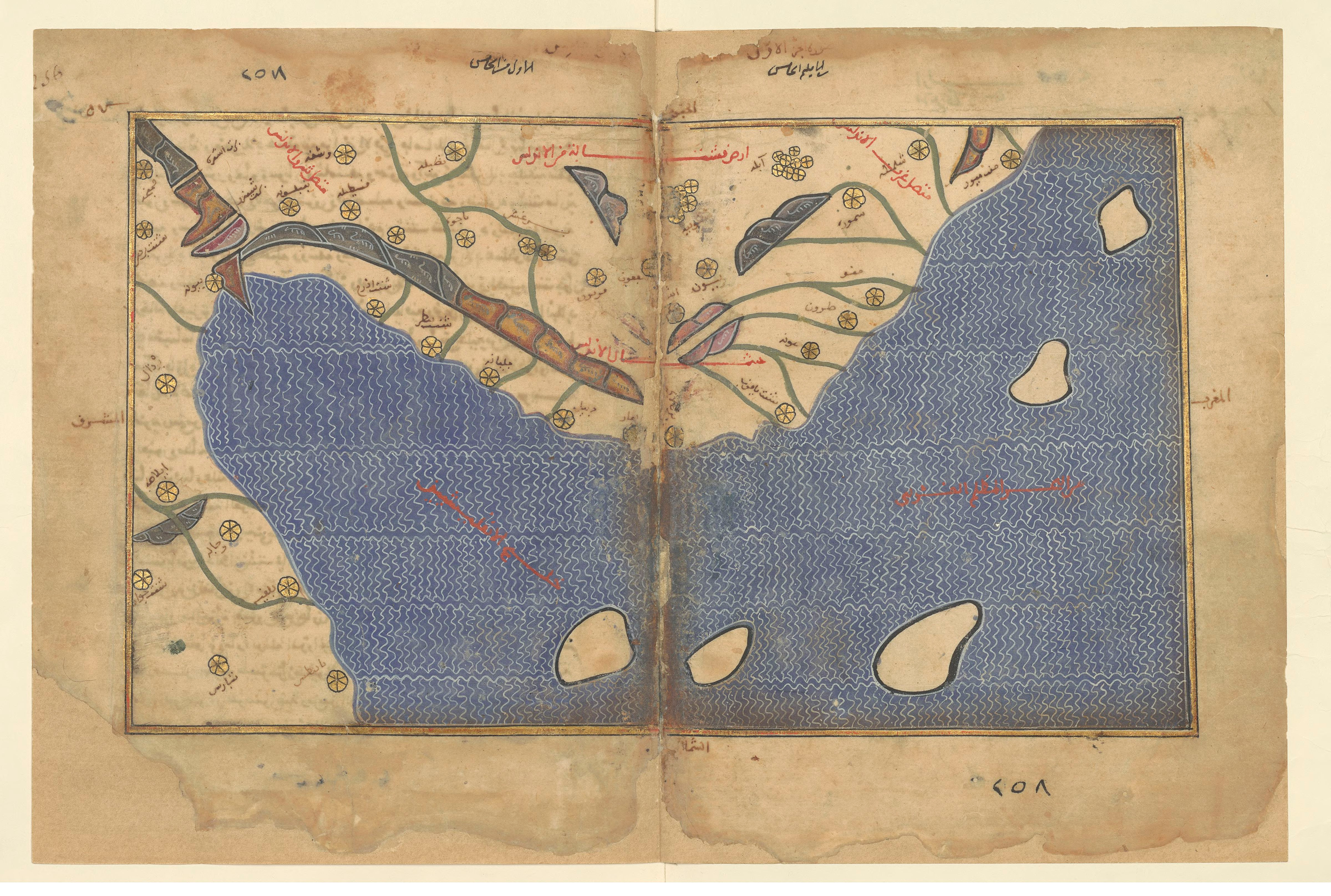
Mappa di al-Idrisi raffigurante la penisola iberica.
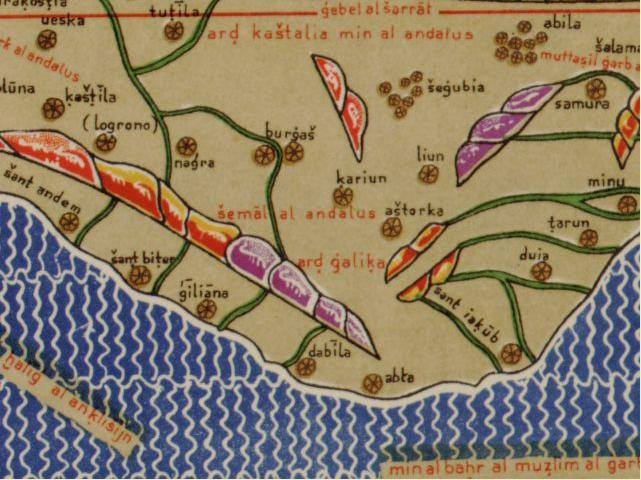
Mappa di al-Idrisi raffigurante la penisola iberica.
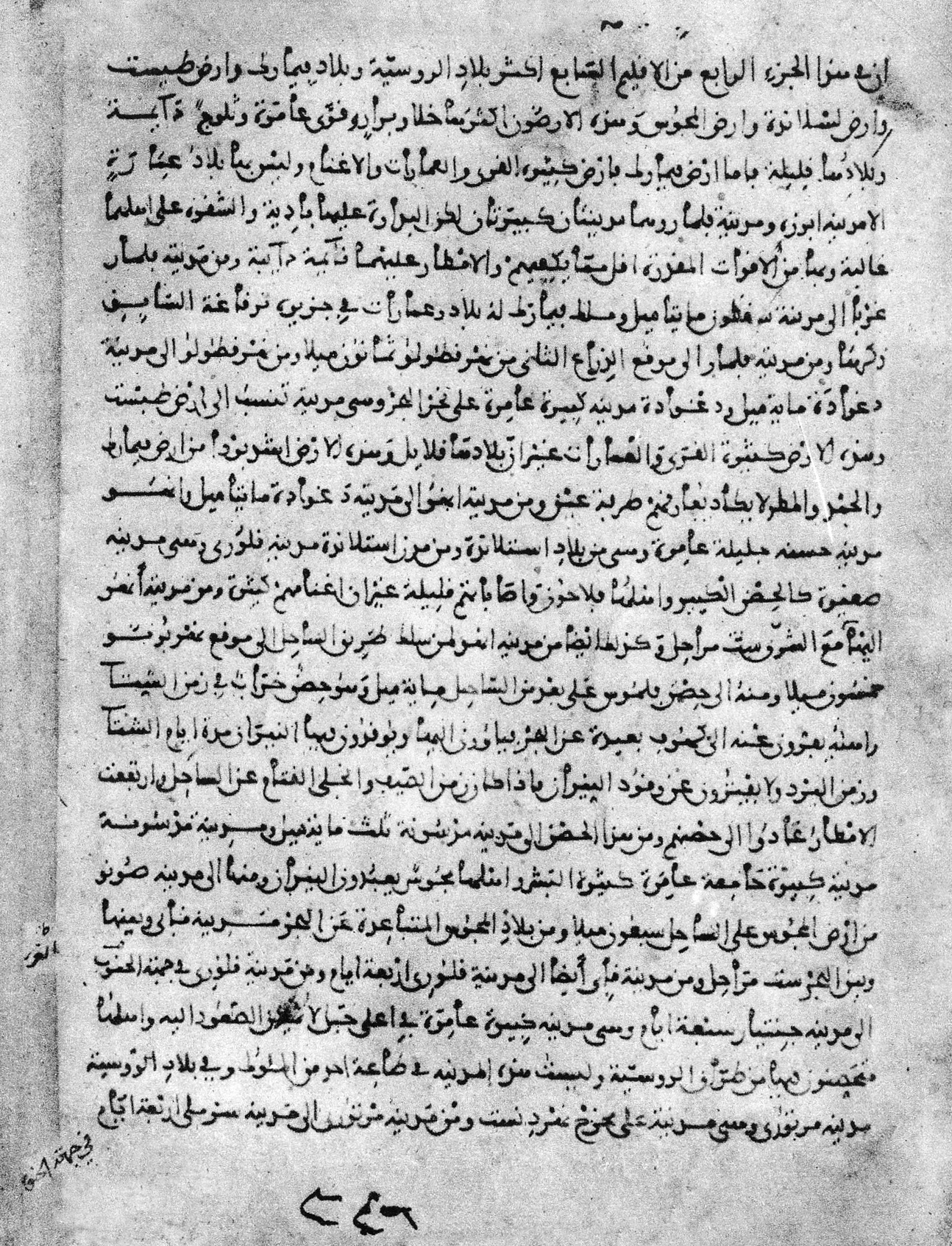
Testo di al-Idrisi che descrive la Finlandia.
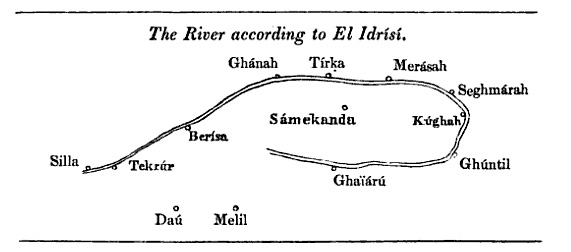
Mappa del fiume Senegal.